# برنود
برنود (به فرانسوی: Brénod) یک کمون در فرانسه با جمعیت ۵۳۱ نفر است که در Canton of Brénod واقع شده‌است.